# 미즈마키역
미즈마키역(일본어: 水巻駅 미즈마키에키[*])은 일본 후쿠오카현 온가군 미즈마키정에 있는, 규슈 여객철도 가고시마 본선의 역이다.

## 역 구조 및 승강장
상대식 승강장 2면 2선을 가지는 지상역. 승강장 간의 이동에는 지하도를 사용한다. 역의 서쪽(온가 강 부근)에 건널목이 있어, 혼잡 완화 때문에 역사(개찰구)는 1 · 2번 승강장 양 쪽에 설치되고 있다. 다만 일중은 남쪽 입구는 무인으로, 자동 개찰밖에 가동하고 있다. 자동 개찰기는 북쪽 입구 외의 역으로 사용하는 일반적인 것이지만 남쪽 입구는 간이형이다.
상행 승강장은 3량 편성(813계의 경우)이더라도 4량 편성의 정차목표로, 7량 편성(811계 · 813계 병결 열차)이더라도 8량의 정차 목표이기 위해, 1량분 통로부터 떨어진 상황이 된다. 이 경우에도 표시나 안내는 행해지지 않는다.
선상 역사화가 제안되고 있지만, 아직까지도 실현되지 않고 있다.
규슈 교통기획이 역 업무를 행하는 업무 위탁역. 발권 창구가 설치되고 있다.
| 1 | ■ 가고시마 본선 | (상행) | 오리오 · 고쿠라 · 모지코 방면 |
| 2 | ■ 가고시마 본선 | (하행) | 아카마 · 하카타 · 오무타 방면 |

## 이용 현황
- 2007년도의 1일 평균 승차 인원은 2,184명이다(전년도 비 + 60명).

| 승차 인원 추이 | 승차 인원 추이 |
| 연도           | 1일 평균 인수  |
| -------------- | -------------- |
| 2005           | 2,121          |
| 2006           | 2,124          |
| 2007           | 2,184          |

## 역 주변
- 국도 제3호선
- 미즈마키 정 체육 센터
- 후쿠오카 신미즈마키 병원
- 온가 어시장

## 역사
- 1961년 10월 1일 : 일본국유철도가 개업.
- 1987년 4월 1일 : 일본국유철도 분할 민영화에 의해 규슈 여객철도가 승계.
- 1995년 : 남쪽 입구가 완성
- 2009년 3월 1일 : IC카드 SUGOCA의 사용을 개시.

## 인접 역
| 가고시마 본선       | 가고시마 본선          | 가고시마 본선          |
| ------------------- | ---------------------- | ---------------------- |
| 오리오 모지 항 방면 | ■ 쾌속 · 준쾌속 · 보통 | 온가가와 가고시마 방면 |